# Lunca (Bihor)
Lunca é uma comuna romena localizada no distrito de Bihor, na região histórica da Crișana (parte da Transilvânia). A comuna possui uma área de 69.61 km² e sua população era de 2960 habitantes segundo o censo de 2007.